# Una Dirks
Una Dirks (* 29. April 1961 in Eckernförde, Schleswig-Holstein) ist eine deutsche Sprach- und Erziehungswissenschaftlerin und war Hochschullehrerin.

## Karriere
Nach dem High-School-Diplom in Lake Geneva, Wisconsin (USA, 1978) und dem Abitur an der Jungmannschule Eckernförde (1981) studierte Una Dirks an den Universitäten Kiel, Heidelberg, Montpellier und Marburg die Fächer Anglistik, Deutsch als Fremd- und Zweitsprache, Sport- und Erziehungswissenschaft. Im Anschluss an das Erste Staatsexamen für das Lehramt an Gymnasien (1987)  erhielt sie vom Land Hessen ein Graduiertenstipendium, promovierte 1991 in der Englischen Linguistik (Dr. phil.) und absolvierte ein zweijähriges Studienreferendariat an der Elisabethschule in Marburg; zeitgleich war sie Lehrbeauftragte am Englischen Seminar der Universität Marburg in den Arbeitsbereichen Angewandte Sprachwissenschaft und Englische Didaktik.
Nach dem Zweiten Staatsexamen wurde Dirks 1993 zur Hochschulassistentin (C1), heute Juniorprofessorin, am Fachbereich Erziehungswissenschaften der Martin-Luther-Universität Halle ernannt, wo sie 1998 unter Beteiligung der Universität Magdeburg mit einer Untersuchung zur Professionalisierung von EnglischlehrerInnen in den neuen Bundesländern habilitierte und ihr der Titel Privatdozentin verliehen wurde.
Von 1999 bis 2011 hatte sie die Professur für Angewandte Sprachwissenschaft und Englische Didaktik an der Universität Hildesheim inne.
In den Jahren 2012 und 2013 war sie Gastprofessorin an der Colorado State University, Fort Collins, Colorado (USA) für L2,n Reading Literacy in Higher Education. Es folgten Lehraufträge, unter anderem an der Europa-Universität Flensburg, der Philipps-Universität Marburg und den Universitäten Montpellier III und Paris-Est Créteil (UPEC). Des Weiteren hatte sie danach Tätigkeiten als Wissenschaftliche Mitarbeiterin an der Universität Kassel und der Philipps-Universität Marburg inne.

## Forschung
Die Arbeits- und Forschungsschwerpunkte von Una Dirks liegen im Bereich des Forschenden Lernens, der Reflexiven Lehrerbildung und des Kompetenzerwerbs im Bildungsverlauf (Diagnose-, Lese- und Schreibkompetenz) unter Bedingungen von Mehrsprachigkeit. Sie hat Im Rahmen von Interventions- und Evaluationsprojekten die Chancen und Hindernisse der Professionalisierung von (zukünftigen) Lehrpersonen und eines strukturierten Lernens von Schülerinnen und Schülern untersucht (vgl. Scaffolding), die Deutsch als Mutter-, Fremd- und Zweitsprache verwenden. Dabei befasst sich Dirks u. a. mit einzelnen Textsorten und -formen, denen eine maßgebliche Rolle bei Schul- und Bildungserfolgen zukommt.
In einem weiteren Arbeits- und Forschungsschwerpunkt widmet sich Dirks transkulturellen medienlinguistischen Analysen, beginnend mit ihrer Dissertation über persuasiv verwendete Konzeptmetaphern und Argumentationsweisen im politischen Sprachgebrauch (1991), an die sie mit einem von der Deutschen Stiftung Friedensforschung geförderten Projekt über die mediale Konstruktion von Kriegsgründen im dritten Irak-Krieg anschließt (u. a. Dirks 2005a,b, 2008, 2010).

## Schriften (Auswahl)
- Grounded Theory. In: Jan-Ola Östman & Jef Verschueren (Hrsg.): Handbook of Pragmatics. Benjamins, Amsterdam, 2022, S. 1640–1669.
- „Max Stirner kritisiert, dass …“ – Redewiedergaben in Deutschaufsätzen französischer Lehrerbildungsexamina. In: Hans W. Giesen & Heinz-Helmut Lüger (Hrsg.): Text-, Diskurs- und Kommunikationsforschung. Verlag Empirische Pädagogik, Landau, 2021, S. 145–164.
- Forschendes Lernen im DaF-/DaZ-Praktikum – Am Beispiel der Textkompetenzförderung. In: Melanie Basten, Claudia Mertens, Anke Schöning & Eike Wolf (Hrsg.): Zur Erforschung forschenden Lernens. Implikationen für die Lehrer*innenbildung, Wissenschaft und Praxis. Waxmann, Münster, 2020, S. 97–108, (online, aufgerufen am 6. Februar 2023).
- DaF-, DaZ-, DaM-Bildungsräume. Sprech- und Textformen im Fokus. Philipps-Universität Marburg, 2019, (online, aufgerufen am 4. Februar 2023).
- Interkulturelle Kompetenz und der ‚Schuhplattler‘: Am Beispiel einer Unterrichtsvignette. In: Julia Ricart Brede & Diana Maak (Hrsg.): Wissen, Können, Wollen – sollen?! (Angehende) LehrerInnen und äußere Mehrsprachigkeit. Waxmann, Münster, 2019, S. 95–120.
- Zitierpraktiken und argumentative Funktionen in den Agrégationsklausuren des Fachs Deutsch, (mit Bingchen Zhou). Nouveaux Cahiers d'Allemand: Revue de linguistique et de didactique, 37(3), 2019, S. 265–278.
- Rezension von: Ekkehard Felder, Marcus Müller & Friedemann Vogel (Hrsg.): Korpuspragmatik. de Gruyter, Berlin. In: Zeitschrift für Dialektologie und Linguistik, 2015, S. 73–80.
- Pädagogisch-soziologische Diagnosekompetenz modellieren und analysieren. Eine formative Evaluation im Schnittfeld von Bildungs- und Professionsforschung, (mit Wilfried Hansmann & Hendrik Baumbach), Tectum, Marburg, 2013.
- Text Comprehension. In: Jan-Ola Östman & Jef Verschueren (Hrsg.): Handbook of Pragmatics. Benjamins, Amsterdam, 2013, S. 1–36.
- Der Irak-Konflikt in den Medien. Eine sprach-, politik- und kommunikationswissenschaftliche Analyse. Uvk, Konstanz, 2010.
- Story Telling und evidenzbasierte Diskursfragmente im Widerstreit: Die Mediatisierung der Kriegsgründe im Irak-Konflikt. In: Heinz Bonfadelli, Kurt Imhof, Roger Blum & Otfried Jarren (Hrsg.): Seismographische Funktion von öffentlicher Kommunikation im Wandel. VS Verlag, Wiesbaden, 2008, S. 247–278.
- The Professional Development of ESL-/CLIL-Teachers in Relation to their Biographical and Gender-Specific Resources. In: Helene Decke-Cornill & Laurenz Volkmann (Hrsg.): Gender Studies and Foreign Language Teaching. Narr, Tübingen, S. 103–119.
- Fremdsprachenforschung als ‚Entdeckungsreise’ – Im Spannungsfeld von Abduktion, Deduktion und Induktion. In: Johannes Vollmer (Hrsg.): Synergieeffekte in der Fremdsprachenforschung. Lang, Frankfurt/M., 2006, S. 43–58.
- Decamouflieren und Adaptieren von politischem Spin. Ein Pressetextvergleich deutscher und US-amerikanischer Aufmacher zum Irak-Konflikt. In: Hartmut Lenk & Andrew Chesterman (Hrsg.): Pressetextsorten im Vergleich. Olms, Hildesheim, 2005a, S. 35–58.
- Pressekommentare zur größten Friedensdemonstration vor dem Irakkrieg (2003) aus transkultureller Perspektive – Eine Dokumentarische Gattungsanalyse. In: Claudia Fraas & Michael Klemm (Hrsg.): Mediendiskurse. Bestandsaufnahme und Perspektiven, (mit Gabriele Kohlmeyer). Lang, Frankfurt/M., 2005b, S. 286–308.
- ‚Kulturhüter’ oder ‚Weltenwanderer’? Zwei ‚ideale’ Realtypen bilingualen Sachfachunterrichts. In: Andreas Bonnet & Stephan Breidbach (Hrsg.): Didaktiken im Dialog. Konzepte des Lehrens und Wege des Lernens im bilingualen Sachfachunterricht. Lang, Frankfurt/M., 2004, S. 129–140.
- Möglichkeiten und Grenzen verstehenden Erklärens am Beispiel sprach- und kulturwissenschaftlicher Annäherungen an Auto-/Biographien.
- Review Essay zu: Rita Franceschini (Hrsg.), Biographie und Interkulturalität. Diskurs und Lebenspraxis. Tübingen: Stauffenburg [23 Absätze]. Forum: Qualitative Social Research. On-line Journal, Vol. 5(1), 2004 (online, aufgerufen am 20. Januar 2019); zugleich in der Printausgabe von: Historical Social Research, Vol. 29 (4), 2004, S. 154–170.
- Die Professionskultur von EnglischlehrerInnen. Eine berufsbiographisch orientierte, struktur- und handlungstheoretische Untersuchung. Zeitschrift für Fremdsprachenforschung (ZFF), 14(2), 2003, S. 301–312.
- Forschendes Lernen in der Lehrerbildung. Auf dem Weg zu einer professionellen Unterrichts- und Schulentwicklung, (mit Wilfried Hansmann). Klinkhardt, Bad Heilbrunn, 2002.
- Wie werden EnglischlehrerInnen professionell? Eine berufsbiographische Untersuchung in den neuen Bundesländern. Waxmann, Münster, 2000. [Habilitationsschrift]
- Reflexive Lehrerbildung. Fallstudien und Konzepte im Kontext berufsspezifischer Kernprobleme. (Studien zur Schul- und Bildungsforschung), (mit Wilfried Hansmann), Beltz – Deutscher StudienVerlag, Weinheim, 1999.
- Mit Metaphern deuten lernen. Eine Unterrichtsreihe am Beispiel des Films ‘Dead Poets Society’. Praxis des neusprachlichen Unterrichts 2, 1993, S. 138–151.
- Eine grammatische Ausgleichsgymnastik. Handlungsorientierung im Englischunterricht. Praxis des neusprachlichen Unterrichts 4, 1993, S. 363–375.
- Persuasive Darstellungsmittel im Star-Wars-Diskurs. Eine sprachwissenschaftliche Untersuchung am Beispiel westlicher Presseorgane. IAFA, Philipps-Universität Marburg, 1991. [Dissertation]